# 腾冲卫矛
腾冲卫矛（学名：Euonymus tengyuehensis）为卫矛科卫矛属的植物，为中国的特有植物。分布于中国大陆的广西、云南等地，生长于海拔1,500米至2,300米的地区，一般生于疏林中，目前尚未由人工引种栽培。